# 比尔·科尔利
威廉·迈克尔·科尔利（英語：William Michael Curley，1972年5月29日—），美国NBA联盟前职业篮球运动员。他在1994年的NBA选秀中第1轮第22顺位被圣安东尼奥马刺选中。
比爾·科爾利在大學時期取得了優異的成績。雖然有不錯的外線能力，但職業生涯卻一直受傷病困擾，1995-96賽季因腳踝缺席整季，1996-97 也因膝傷也缺席整季。七個NBA球季生涯僅出賽147場。
2011年，比爾·科爾利成為波士頓愛默生學院(Emerson College)的助教，2014 年被任命為總教練，2019年帶領愛默生學院獲得了第一個 NEWMAC 冠軍和第一次參加 NCAA 錦標賽。